# 面向进程编程
面向进程（process-oriented）编程，是一种编程范型，它将对数据结构的关切与对作用在其上的并发进程的关切分离开来。在这种情况下，数据结构典型的是持久的、复杂的和大规模的，是通用应用程序的主题，截然相反于在高产能应用（HPC）中所见的那种特殊数据集的特殊处理。这个模型允许建立部份的分享公共数据集的大规模应用。程序在功能上解构成建立并作用在逻辑上共享的数据上的并行进程。
这个范式最初在1980年代为并行计算机而发明，特别是INMOS用transputer微处理器建造的计算机，或类似的架构。Occam语言是为Transputer开发的早期的面向进程语言。
从Occam的消息传递范式已经演变出了一些派生语言，用来在分布式内存和共享内存并行计算机之间迁移应用程序的时候，等够达成一致的效能。第一个这种派生实例出现在耶鲁大学于1990年设计的编程语言Ease之中。此后类似的模型陆续出现，松散的结合了SQL数据库和面向对象语言比如Java，经常称为对象关系模型，并广泛的用于现在的大规模分布式系统中。随着微处理器增加每芯片的处理器数目（多核），这个范式也出现在桌面计算机上。
演员模型可有效的描述为一类特殊化的面向进程系统，在其中消息传递模型被限制为一种简单固定的情况，即每个进程（也就是演员）都有一个无限输入队列，任何其他进程都可以向它发送消息。

## 引用
1. ↑  Ericsson-Zenith. . Yale University, Computer Science Technical Report YALEU/DCS/RR-809. 1990.
2. ↑  Ericsson-Zenith. . Paris University. 1992.